# Chingkankousaurus
Chinghankousaurus ("ještěr z diamantového přístavu") byl rodem teropodního dinosaura z nadčeledi Tyrannosauroidea a pravděpodobně z čeledi Tyrannosauridae. Žil asi před 74 miliony let na území současné provincie Šan-tung ve východní Číně (souvrství Wang-ši).

## Systematika
Tento rod byl popsán čínským paleontologem C. C. Youngem v roce 1958 na základě jediného kosterního fragmentu v podobě lopatky (kat. číslo IVPP V636). Nález ze série Wang-ši nasvědčuje možnosti, že se jedná o některý ze známých rodů velkých tyranosauridů, snad rodu Zhuchengtyrannus nebo Tarbosaurus. Vzhledem k malým rozměrům kosti by se ovšem muselo jednat o nedospělého jedince nebo přímo mládě. V současnosti je vzhledem k nedostatku fosilního materiálu považován tento taxon za nomen dubium (pochybné jméno) v rámci čeledi tyranosauridů.